# Nupserha pseudonigriceps
Nupserha pseudonigriceps är en skalbaggsart som beskrevs av Stefan von Breuning 1950. Nupserha pseudonigriceps ingår i släktet Nupserha och familjen långhorningar. Inga underarter finns listade i Catalogue of Life.